# Alberto Monsaraz
Alberto de Monsaraz tweede graaf van Monsaraz (28 februari 1889 – 23 januari 1959), was een Portugees politicus en dichter. Hij studeerde rechten aan de Universiteit van Coimbra. In 1914 was hij samen met Rolão Preto een der oprichters van de monarchistische Integralismo Lusitano, waarvan hij de voorzitter werd. Hij werd wegens zijn monarchistische opvattingen tot driemaal toe door de republikeinse regeringen verbannen.
Tijdens de monarchistische opstand van januari 1919 raakte Monsaraz ernstig gewond.
Samen met Rolão Preto richtte hij in 1932 de fascistoïde Nationaal-Syndicalistische Beweging (Movimento Nacional Sindicalista) op. Monsaraz leidde de niet-fascistische vleugel van de partij en Preto de fascistische vleugel. Van 1932 tot 1935 was Monsaraz lid van de Grote Raad van de Nationaal-Syndicalistische Beweging. Na de mislukte juli-coup van de nationaal-syndicalisten i.s.m. de radicale socialisten, moest Preto het land verlaten. Tot eind 1935 trad Monsaraz als secretaris-generaal van de MNS op, daarna werd de beweging verboden. Monsaraz vestigde zich daarna in Spanje.
- Biblioteca Nacional de España: XX1369896
- Gemeinsame Normdatei: 1024382230
- International Standard Name Identifier: 0000 0000 6733 6394
- Library of Congress Control Number: n84163570
- SNAC: w67b8gkw
- Système universitaire de documentation: 080485936
- Virtual International Authority File: 38323340
- WorldCat: E39PBJf8w8tRW3M7GdXph7yyBP